# Domeny
Domeny és una entitat de població dividida per l'autopista A-7 entre els municipis de Girona i Sant Gregori, situada al nord-oest de la ciutat de Girona, a la riba esquerra del Ter. El nom prové del llati villare dominicum. També és coneguda com a Paret Rufí, del llatí Parietes Rufini.
Aquest poble, un ens local independent el 1800, va ser incorporat al municipi de Sant Gregori el 1846. El 1968 el sector a l'est de l'autopista AP-7 va ser transferit al municipi de Girona, incloguent-hi parcialment Domeny.
La part gironina està dividida en dos barris urbans: Domeny Nord i Domeny Sud. Antigament, Domeny pertanyia íntegrament al municipi de Sant Gregori, però l'any 1975 fou agregat a Girona. L'any 2005 tenia 23 habitants a la part gironina i 87 a la part gregoriana. Es tracta de la darrera zona urbanitzable del municipi de Girona. Des del 2003, hi ha hagut diversos plans de desenvolupament amb la construcció d'uns 1.500 habitatges. Va trigar fins al 2019 abans que s'hi van construir els primers pisos.
L'església moderna, construïda després de la Guerra Civil, es troba a la part gironina. És la tercera església, una primera, romana, va ser emportada pel ter, la segona, d'estil gòtic va ser enderrocat el 1936.
La festa major s'hi celebra el tercer diumenge d'agost.